# Logisch positivisme

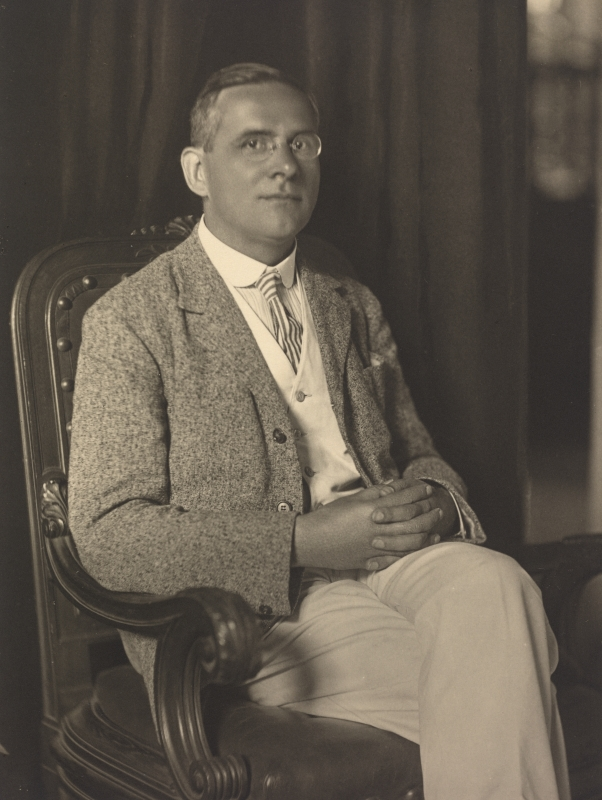
Moritz Schlick.

Het logisch positivisme – ook wel logisch empirisme – is een wijsgerig stelsel dat alleen aanvaardt wat zintuiglijk waargenomen en vastgesteld kan worden. Het verwerpt de non-empirische uitspraken die worden gedaan in de metafysica, de theologie en de ethiek. Naast empirische uitspraken accepteert het ook logische uitspraken als betekenisvol. Deze stroming is enerzijds logisch in de zin dat ze zich voornamelijk beroept op de formele logica, anderzijds positivistisch en empiristisch omdat ze zich beroept op vele ideeën uit het positivisme en empirisme.

## Achtergrond
Vanaf ca. 1910, met name in de jaren na 1920, ontstond in de hoofdstad van Oostenrijk, Wenen, een bloeiende beweging van vooraanstaande wetenschappers en kunstenaars, die zich onder meer baseerden op het gedachtegoed van Ernst Mach. Ook waren ze sterk beïnvloed door de nieuwe grote ontwikkelingen op het vlak van de natuurkunde (met name de relativiteitstheorie en de kwantummechanica). Ze stelden vast dat de wetenschap uiteindelijk op veel gebieden succesvoller was gebleken dan de traditionele filosofie.
Invloedrijke denkers binnen deze zogenoemde ‘Wiener Kreis’ waren mensen als Otto Neurath, Moritz Schlick en Rudolf Carnap. In 1929 publiceerden zij het manifest Wissenschaftliche Weltauffassung. Der Wiener Kreis. Hierin formuleerden zij een criterium om te beoordelen of wetenschappelijke uitspraken zinvol zijn. Onder de invloed van David Hume, Bertrand Russell en de jonge Ludwig Wittgenstein was het doel van kennis het beschrijven van verschijnselen.

## Kenmerken
Zinvolle wetenschappelijke uitspraken moesten gebaseerd zijn op:
1. empirisch waarneembare en verifieerbare uitspraken, waarvan de waarheid zich door waarneming laat aantonen (verificatiebeginsel)
2. logische en wiskundige uitspraken, ofwel de tautologieën van het logische en de wiskunde.

Ethische en esthetische uitspraken werden verworpen als zinloos en werden geïnterpreteerd als het uiten van emoties. Dit staat bekend als het emotivisme. Naast het handzaam samenvatten van wat men heeft waargenomen is ook een doel om (beredeneerd) verwachtingen te formuleren. Een bekende slagzin is ‘savoir pour prévoir afin de pouvoir’ (weten om te voorspellen, om te beheersen / kunnen), een uitspraak van Auguste Comte.
Analoog aan de deductieve logica die werd gebruikt in de wiskunde, stelden de logisch empiristen dat zintuiglijke indrukken de basis vormden van alle wetenschappelijke kennis. In het verlengde hiervan was inductie heel belangrijk, op grond waarvan de empirisch verkregen gegevens kunnen worden geëxtrapoleerd tot algemene wetmatigheden.

### Correspondentieregels
Door het toevoegen van extra axioma's, bekend als correspondentieregels, trachten logisch empiristen om ook alle niet-observationele entiteiten, predicaten en relaties – zoals de basisprincipes waarop natuurwetenschappelijke theorieën zijn gebaseerd – tot iets observationeels te maken. In de praktijk bleek deze benadering vooral tot nieuwe problemen te leiden; het leidde tot dispositietermen, i.e. niet-observationele predicaten en relatiesymbolen die geen altijd aanwezige eigenschappen van een object vertegenwoordigen maar iets dat enkel gebeurt bij een bepaalde samenloop van omstandigheden, zoals "breekbaar", waar allerlei verschillende implicaties aan ten grondslag kunnen liggen. De correspondentieregel verliest als gevolg hiervan zijn equivalentierelatie met het niet-observationele. Anders gezegd betekent dit dat het niet-observationele zich niet volledig laat vangen in correspondentieregels.

## Kritiek en neergang
Deze oorspronkelijke aanpak bleek na vele pogingen echter onuitvoerbaar. De pogingen om de wetenschap tot een eenheid te maken mislukten. De ideeën van de Wiener Kreis zijn een leerzame mislukking gebleken, waarvan de lessen doorwerkten in de ontwikkeling van de analytische filosofie en van de taalfilosofie. De analytische filosofie vanaf de jaren 60 bestaat dan ook vaak uit een kritiek op dit logisch positivisme. Zo was er eerst de ordinary language philosophy met Ludwig Wittgenstein en John Austin die benadrukte dat het construeren van een ideale taal gebaseerd op de logica, zoals het logisch positivisme beoogde, onuitvoerbaar en ook onnodig was. De alledaagse taal is veel rijker en beter dan dat hij op het eerste gezicht voor filosofen lijkt. Een bekend werk hiervan is het boek Philosophische Untersuchungen (1953) van Wittgenstein.
Het foundationalisme van het logisch positivisme, de stelling dat alle kennis is en moet gebaseerd zijn op een onbetwijfelbare grond zoals waarneming of logica, is ook van vele kanten bekritiseerd. Zo is er het bekende essay van Willard Van Orman Quine, een leerling van Carnap, Two Dogmas of Empiricism (1951), waarin hij een kritiek uiteenzet op het door het logisch positivisme gehanteerde onderscheid tussen een analytisch en synthetisch oordeel. Quine staat ook gedeeltelijk aan de basis van de Duhem-Quinestelling die ook een probleem vormde voor het logisch empirisme.
Een gelijkaardige kritiek is uiteengezet door Wilfrid Sellars in diens essay Empiricism and the Philosophy of Mind (1956). Sellars spreekt hierin over de Myth of the Given die door het logisch positivisme wordt aangehangen: de idee als zou de waarneming kunnen dienstdoen als een soort zuiver fundament voor alle kennis. Sellars stelt dat waarneming ofwel iets is waar men niets kan uit afleiden, dan wel iets wat bestaat uit reeds afgeleide overtuigingen die echter altijd al opgenomen zijn in de space of reasons: het web van overtuigingen dat men al heeft. Zo zou waarneming dus nooit dienst kunnen doen als 'zuiver' fundament.
Daarnaast is er ook kritiek op het logisch positivisme vanuit de wetenschapsfilosofie, voornamelijk door Karl Popper en later ook door Thomas Kuhn en Paul Feyerabend. Zij betwisten het idee dat de wetenschap probleemloos de waarheid van theorieën aan kan tonen door observaties (ze dus definitief verifiëren). De wetenschap is voortdurend ‘open’. Popper stelt dat men hoogstens kan falsifiëren, terwijl Kuhn en Feyerabend er vooral de nadruk op leggen dat wetenschappelijke theorieën vaak sterk theoretisch zijn geconstrueerd op basis van de heersende sociale gewoonten.